# Egy ropi naplója (franchise)

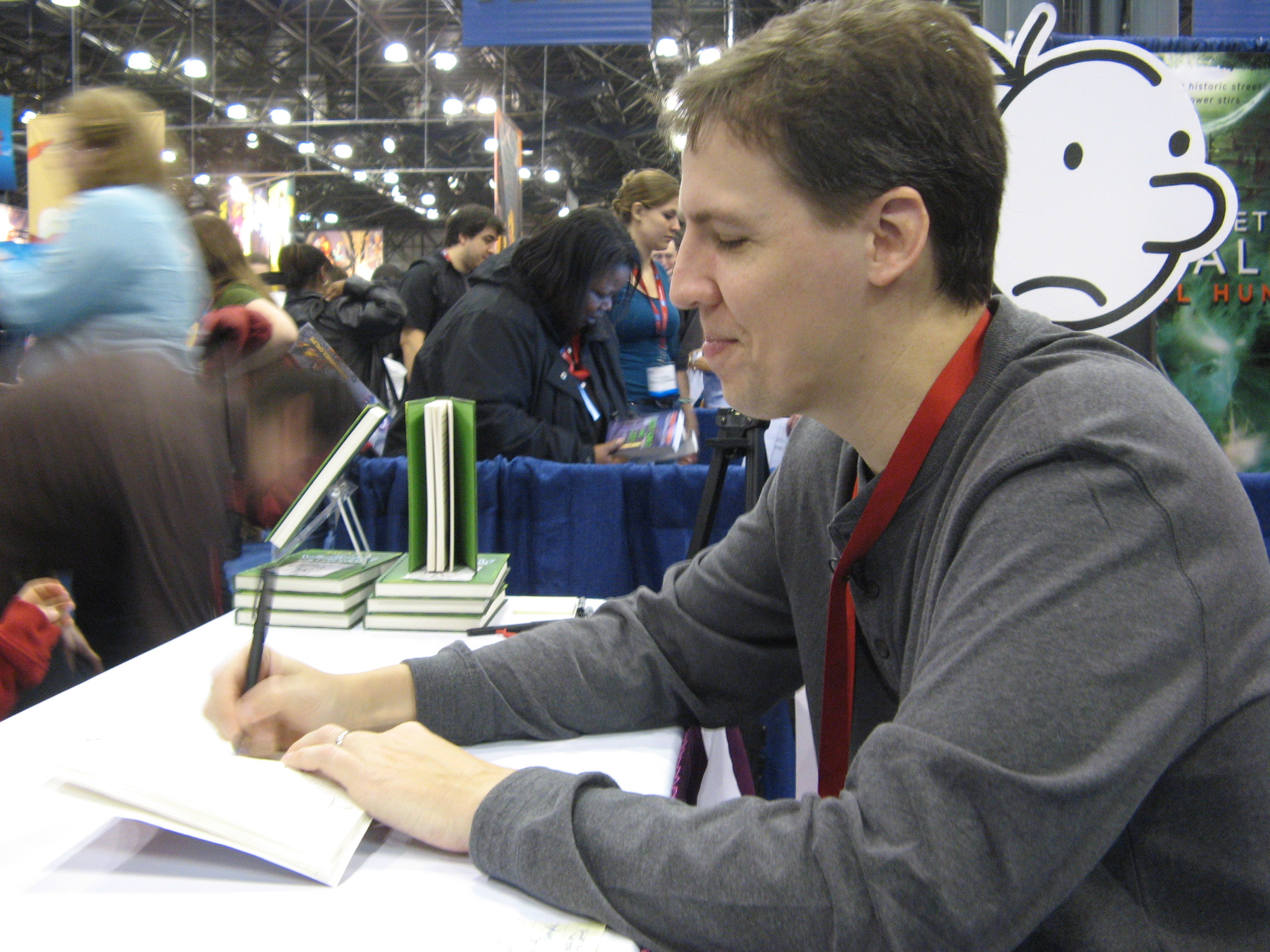
Jeff Kinney 2009-ben New Yorkban az Egy ropi naplója című kötetét dedikálja

Az Egy ropi naplója (eredeti címén Diary of a Wimpy Kid) Jeff Kinney 18 kötetes könyvsorozata, ami nemcsak az első The New York Times helyezést, de a Nemzetközi Bestseller címet is elérte. A sorozat köteteit Magyarországon a Könyvmolyképző Kiadó adta ki. A magyar fordítás, Szabados Tamás (1-3. kötet), Rindó Klára (3. kötet), Gyurkovics Máté (4–19. kötet, Egy ropi csináld magad naplója, Egy bitang jó fej srác naplója. Rowley Jefferson emlékiratai, Egy bitang jó fej srác naplója 2. Rowley Jefferson bitang király kalandja és Egy bitang jó fej srác naplója 3. Rowley Jefferson bitang para rémtörténetei) és Mihóczy Mercédesz (Egy ropi filmes naplója. Greg Heffley meghódítja Hollywoodot és Egy ropi filmes naplója. A következő fejezet. A nagy kiruccanás forgatása) munkája. A kötetek nagybetűs formátumúak, könnyen olvashatók. A történetben a mondatok rövidek, érthetőek. A kézíráshoz hasonló betűket vonalas lapra nyomtatták, mintha valódi naplót olvasnánk, a vonalazás segíti a sorok követését. A szöveget a szerző karikatúraszerű, vidám rajzai és szövegbuborékokba írt megjegyzései tarkítják: mindkettő a képregények jellegzetessége. A könyvsorozat kötetei kiváló eszközök a diszlexiával küzdő gyermekek fejlesztésében.
Egy napon híres leszek, de egyelőre itt dekkolok a felső tagozatban egy csapat idióta társaságában.
Az igazság kedvéért hadd mondjam el, hogy szerintem a felső tagozat a világ leghülyébb találmánya. Végy néhány kölyköt (mint én), akik még nem lendültek növésbe, és keverd össze azokkal a gorillákkal, akiknek már naponta kétszer kell borotválkozniuk.
Gyereknek lenni rengeteg nehézséggel jár. Greg Heffley felső tagozatos diák. Az iskolában sokféle gyerek megfordul: vannak méreten aluli nebáncsvirágok és félelmetes nagyok is. Ez utóbbiak már régen borotválkoznak. Greg rendszeresen vezeti a naplóját. Arról ír, hogy ha felnő és híres lesz, akkor bőven elég majd a naplóját kiadatnia. Ezeken a rajzos bejegyzéseken keresztül nem csak Greg, de az egész Heffley család mindennapjait nyomon követhetjük.

## A sorozat kötetei

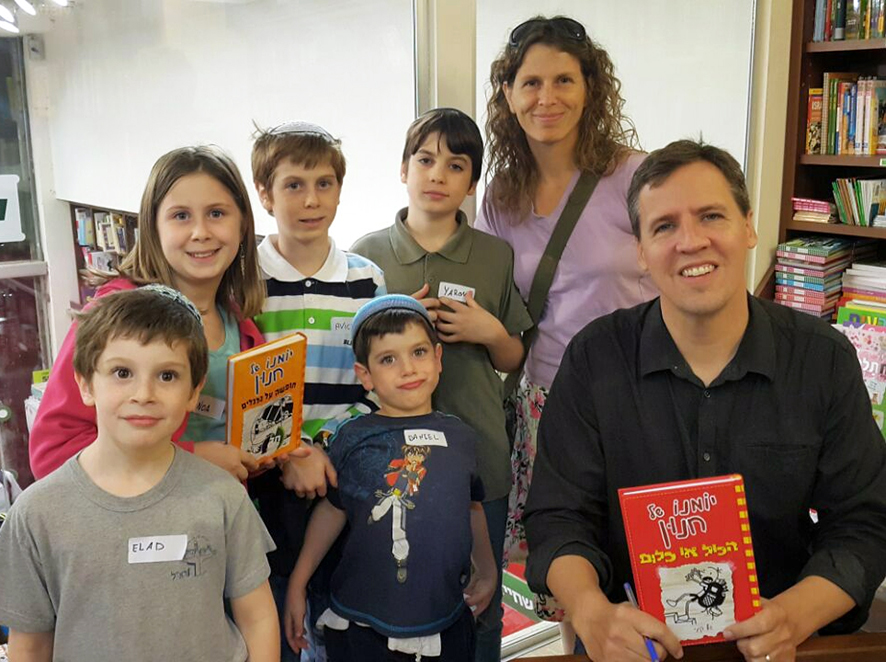
A szerző és rajongói Jeruzsálemben 2016 novemberében

| Sorszám | Cím (magyarul)                                                               | Cím (angolul)                                                | Kiadás dátuma                         |
| ------- | ---------------------------------------------------------------------------- | ------------------------------------------------------------ | ------------------------------------- |
| 1.      | Egy ropi naplója                                                             | Diary of a Wimpy Kid                                         | 2007. április 1. 2008. július 15.     |
| 2.      | Egy ropi naplója. Rodrick a király                                           | Diary of a Wimpy Kid: Rodrick Rules                          | 2008. február 1. 2009. december 15.   |
|         | Egy ropi csináld magad naplója                                               | The Wimpy Kid Do-It-Yourself Book                            | 2008. október 1. 2015. december 11.   |
| 3.      | Egy ropi naplója. Az utolsó szalmaszál                                       | Diary of a Wimpy Kid: The Last Straw                         | 2009. január 13. 2010. december 13.   |
| 4.      | Egy ropi naplója. Kutya egy idő                                              | Diary of a Wimpy Kid: Dog Days                               | 2009. október 12. 2011. december 6.   |
|         | Egy ropi filmes naplója. Greg Heffley meghódítja Hollywoodot                 | The Wimpy Kid Movie Diary                                    | 2010. március 16. 2017. március 17.   |
| 5.      | Egy ropi naplója. A rideg való                                               | Diary of a Wimpy Kid: The Ugly Truth                         | 2010. november 9. 2012. november 26.  |
| 6.      | Egy ropi naplója. Négy fal között                                            | Diary of a Wimpy Kid: Cabin Fever                            | 2011. november 15. 2013. október 24.  |
| 7.      | Egy ropi naplója. A harmadik kerék                                           | Diary of a Wimpy Kid: The Third Wheel                        | 2012. november 13. 2014. július 11.   |
| 8.      | Egy ropi naplója. Pechszéria                                                 | Diary of a Wimpy Kid: Hard Luck                              | 2013. november 5. 2014. november 21.  |
| 9.      | Egy ropi naplója. A nagy kiruccanás                                          | Diary of a Wimpy Kid: The Long Haul                          | 2014. november 4. 2015. július 3.     |
| 10.     | Egy ropi naplója. Régi szép idők                                             | Diary of a Wimpy Kid: Old School                             | 2015. november 3. 2015. december 4.   |
| 11.     | Egy ropi naplója. Dupla para                                                 | Diary of a Wimpy Kid: Double Down                            | 2016. november 1. 2016. november 18.  |
|         | Egy ropi filmes naplója. A következő fejezet. A nagy kiruccanás forgatása    | The Wimpy Kid Movie Diary: The Next Chapter                  | 2017. május 9. 2018. április 13.      |
| 12.     | Egy ropi naplója. Lépjünk le!                                                | Diary of a Wimpy Kid: The Getaway                            | 2017. november 7. 2017. december 1.   |
| 13.     | Egy ropi naplója. Hóháború                                                   | Diary of a Wimpy Kid: The Meltdown                           | 2018. október 30. 2018. december 11.  |
|         | Egy bitang jó fej srác naplója. Rowley Jefferson emlékiratai                 | Diary of an Awesome Friendly Kid: Rowley Jefferson's Journal | 2019. április 9. 2019. december 9.    |
| 14.     | Egy ropi naplója. Romhalmaz                                                  | Diary of a Wimpy Kid: Wrecking Ball                          | 2019. november 5. 2019. december 6.   |
|         | Egy bitang jó fej srác naplója 2. Rowley Jefferson bitang király kalandja    | Rowley Jefferson's Awesome Friendly Adventure                | 2020. augusztus 4. 2020. november 11. |
| 15.     | Egy ropi naplója. Mély víz                                                   | Diary of a Wimpy Kid: The Deep End                           | 2020. október 27. 2020. november 24.  |
|         | Egy bitang jó fej srác naplója 3. Rowley Jefferson bitang para rémtörténetei | Rowley Jefferson's Awesome Friendly Spooky Stories           | 2021. március 16. 2021. november 24.  |
| 16.     | Egy ropi naplója. A nagy dobás                                               | Diary of a Wimpy Kid: Big Shot                               | 2021. október 26. 2022. február 18.   |
| 17.     | Egy ropi naplója. Kibörül a bili                                             | Diary of a Wimpy Kid: Diper Överlöde                         | 2022. október 25. 2022. december 2.   |
| 18.     | Egy ropi naplója. Ész nélkül                                                 | Diary of a Wimpy Kid: No Brainer                             | 2023. október 24. 2023. november 23.  |
| 19.     | Egy ropi naplója. Katyvasz                                                   | Diary of a Wimpy Kid: Hot Mess                               | 2024. október 22. 2024. december 6.   |
| 20.     |                                                                              | Diary of a Wimpy Kid: Party Pooper                           | 2025. október 21.                     |

## A film
Az Egy ropi naplójának filmes változata is készült: 
| A film eredeti címe                         | A film magyar címe                                  | A bemutatás éve |
| ------------------------------------------- | --------------------------------------------------- | --------------- |
| Diary of a Wimpy Kid                        | Egy ropi naplója                                    | 2010            |
| Diary of a Wimpy Kid: Rodrick Rules         | Egy ropi naplója: Testvérháború                     | 2011            |
| Diary of a Wimpy Kid: Dog Days              | Kutya egy idő                                       | 2012            |
| Diary of a Wimpy Kid: The Long Haul         | A nagy kiruccanás                                   | 2017            |
| Diary of a Wimpy Kid                        | Egy ropi naplója (animációs film)                   | 2021            |
| Diary of a Wimpy Kid: Rodrick Rules         | Egy ropi naplója: Rodrick a király (animációs film) | 2022            |
| Diary of a Wimpy Kid Christmas: Cabin Fever | Egy ropi naplója – Karácsony: Négy fal között       | 2023            |

## A fontosabb szereplők
- Greg Heffley: a sorozat főhőse. Néha eléggé önző. Jövőjét gazdag emberként képzeli el.
- Rowley Jefferson: Greg szomszédja és egyben legjobb barátja. Greggel ellentétben kedves és jószívű. Nézeteltéréseik miatt sokszor vesznek össze.
- Frank Heffley: a család feje, Greg apja. Szigorúan neveli fiait.
- Susan Heffley: a fiúk anyja, Frank felesége. Gyerekeinek gyakran csinál meg olyan dolgokat,amiket már maguktól is tudnak (pl. bekeni őket naptejjel), ami nagyon idegesíti Franket.
- Rodrick Heffley: Greg bátyja. Szereti ugratni öccsét. Szeret dobolni. Van egy rockbandája, a Tele Pelus. A könyvek visszatérő poénja Rodrick rossz helyesírása (pl. a kocsijára véletlenül Tele Pölu lett felírva).
- Manny Heffley: A család legfiatalabb, 3 éves tagja. Sokszor használja ki szülei naivságát bátyjai ellen.
- Fregley: Greg szomszédja, kissé flúgos, undorító fura gyerek. Greg fél tőle.
- Nagyi: A gyerekek nagyanyja, Susan anyja. A három gyerek közül Manny a kedvence, bár ezt nem szereti, ha mondják neki.
- Nagypapa: A gyerekek nagyapja, Frank apja. Az idősek otthonában él, ahol Greg szerint be lehet csavarodni. Később, anyagi okok miatt beköltözik a család házába.
- Charlie Heffley: Greg nagybátyja, aki bármit megvesz neki.
- Holly Hills: Az iskola legnépszerűbb lánya, akibe Greg szerelmes.
- Cuki: A Heffley család kutyája, akit Frank vásárol meg. Rövid idő után végül odaadják a nagyinak, aki felhízlalja a sok maradék étellel.
- Dédi: Greg 95 éves dédanyja, aki egy nagy házban él. A család általában nála tartja Gary bácsi esküvőit. Férje, Chester már nem él.
- Ápolka: Greg régi játékbabája,amit Susan vett neki,amikor Mannyvel volt terhes. A baba egy idő után eltűnt, majd Greg egy árvíz után találta meg a pincében.
- Gary Heffley: Frank öccse, aki a későbbiekben egy időre beköltözik a Heffley-házba. Négyszer is volt házas, de mind a négy házassága válással végződött. Munkanélküli, ideje nagy részét sorsjegyvásárlással tölti.
- Abigail Brown: Greg és Rowley iskolatársa, akit a fiúk azzal a céllal hívtak el a Valentin napi bálra, hogy összehozzák előbbivel, ám a lány végül utóbbiba lett szerelmes. Miután összejött Rowleyval, a fiú összeveszett Greggel, és inkább új barátnőjével töltötte az idejét. Greg ezt nem nézte jó szemmel. Később kiderült, hogy Abigail csak kihasználta Rowleyt,hogy féltékennyé tudja tenni a valódi szerelmét,Michael Sampsont,amiért a fiú egy másik lánnyal (Cherie Bellanger) ment el a bálra, holott korábban azt mondta, családi programja van aznap estére. Amikor ez kiderült, szakított Rowleyval.
- Szőrmókfej úr: A Heffley család ellensége,akit Greg egy nyaralás során haragított magára. A férfi ezután üldözni kezdte a családot, de végül elbukott.
- A malac: Egy kismalac, amit Manny nyer meg egy vásáron. Nagyon okos. Később megszökött a családtól.
- Marcus Marr: Egy örült farmer, aki a legenda szerint a Sanyarrét farmon bujkál. Később kiderült, hogy csak Frank találta ki őt.
- Maddox Selsam: Egy okos fiú, aki megtalálja Greg luftballonját. Anyjával együtt a semmi közepén él. Mérnöknek készül, és imád legózni. Greg eleinte próbált barátkozni vele, de ebből végül nem lett semmi.
- A mókamester: Egy férfi,aki a család Isla de Corales-en töltött nyaralásán a mókafelelős. A nevét nem tudjuk meg.
- Rodrick barátnője: Egy lány, akivel Rodrick az Isla de Corales- i nyaraláson ismerkedett meg. Rodrick úgy gondolta, komoly a kapcsolatuk, de a lány végül megcsalta őt a szálloda egyik alkalmazottjáva, Rodrigóval. A lány nevét nem tudjuk meg.
- A Whirley – utcai banda: A szomszéd utcában lakó gyerekek. Greg és Rowley utálják őket.
- A Fuga: Egy szörny,akitől Greg rettegett kiskorában, mivel nem tudta, mit jelent a fuga,mint szó.
- Üccsi: Egy fiatal fiú,akivel Greg a kempingben ismerkedik meg. Ő a kempingben élő gyerekek bandájának vezetője.
- Mega Marcus: A kempingben élő gyerekek bandájának tagja.
- Mr. Patel: Greg kosárlabdacsapatának edzője.
- Preet Patel: Mr. Patel fia, szintén a kosárlabdacsapatban játszik.
- Bill Walters: Rodrick bandájának, a Tele Pelusnak az énekese. 35 éves,de még mindig a nagymamájánál él egy albérletben.
- Feneck igazgató: Greg iskolájának korábbi igazgatója, akit visszahívnak a nyugdíjból, hogy normalizálja a diákok tanulási átlagát.
- Larry Mack: Ő volt Greg iskolájának alapítója és az első igazgatója. Róla nevezték el az iskolát is, emellett autó kereskedése is volt, ám letartóztatták mikor kiderült, hogy sikkasztott az iskolától. A szobra régebben kint állt az iskola előtt de elszállították és csak a cipője maradt a talapzaton.
- A takarító robot: Az iskola vásárolta, amikor 10 takarítóból már csak 3 maradt, mivel elmaradt az alkalmazottak fizetésemelése. Az embernagyságú robotra az iskola szemeket ragasztott, aki bement a tanórákra és a diákokkal együtt tanult a takarítókkal meg kártyázott. Amikor bezárt az iskola, apróhirdetéseket rakott fel, hogy maradjon pénze de az iskola újranyitásakor ő lett az igazgató.